# Economic Stimulus Act of 2008
Der Economic Stimulus Act of 2008, im Deutschen auch Impulsprogramm oder Impulspaket genannt, ist ein Gesetz zur Stützung der Wirtschaft der Vereinigten Staaten. Es verband verschiedene konjunkturpolitische Maßnahmen, um eine mögliche Rezession als Folge der weltweiten Finanzkrise zu vermeiden oder abzumildern. Das Gesetz wurde von Präsident George W. Bush am 13. Februar 2008 unterzeichnet.

## Maßnahmen
- Bezieher von mittleren und niedrigen Einkommen erhalten Nachlässe auf die Einkommensteuer des Bundes. Die Steuernachlässe wurden in Form von Steuerschecks an die Steuerzahler 2008 ausbezahlt. Steuerzahler mit Einkommen unterhalb des Steuerfreibetrages erhalten 300 US-Dollar (gemeinsam veranlagte Ehepaare 600 US-Dollar) ausgezahlt. Dazu kommen 300 US-Dollar je Kind unter 17 Jahren.[2] Verhältnismäßig werden Bezieher niedriger Einkommen stärker begünstigt.[3]
- Steuerliche Erleichterungen für Investoren als Investitionsanreize.
- Die Höchstbeträge für Hypotheken, welche die sogenannten Government-sponsored enterprises erwerben dürfen, wurden angehoben. Hintergrund ist, dass durch die stark gestiegenen Häuserpreise vor der Finanzkrise ab 2007 zur Finanzierung neuer Häuserkäufe Hypotheken in einem Volumen notwendig geworden waren, deren Betrag über dem lag, bis zu dem Fannie Mae oder Freddie Mac Hypotheken kaufen und damit refinanzieren durften. Die Banken wollten ohne eine solche Refinanzierung keine Hypotheken mehr vergeben, so dass die Häuserpreise mangels Finanzierung neuer Käufe fielen. Durch Anhebung der Höchstgrenzen sollte dem entgegengewirkt werden.

## Finanzvolumen
Als Volumen für das Konjunkturprogramm waren 152 Mrd. US-Dollar für 2008 vorgesehen. Weitere 124 Mrd. US-Dollar sollten während der nächsten zehn Jahre verausgabt werden.